# Adolf Holtzmann

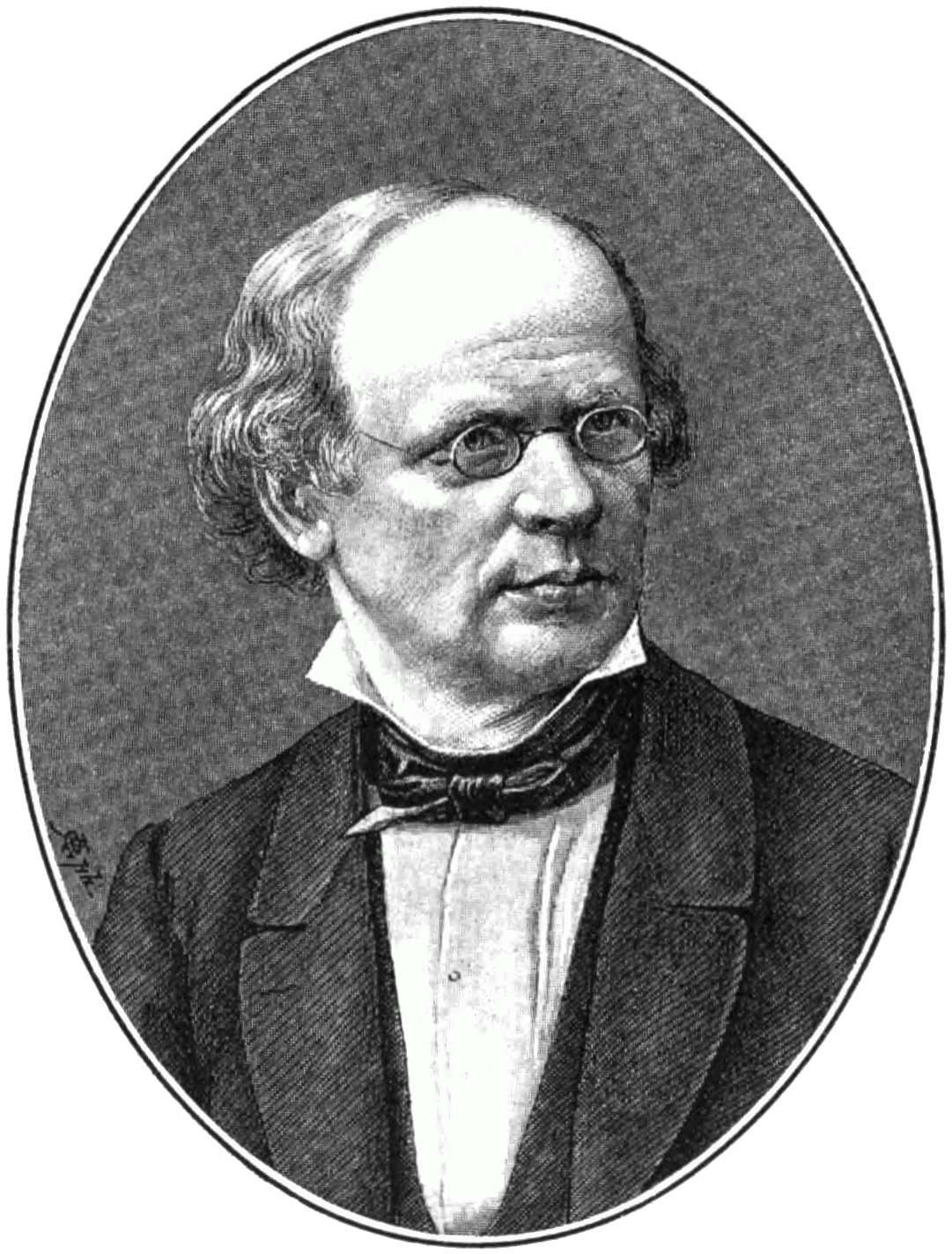
Adolf Holtzmann von Theodor Mayerhofer (nach einer Photographie, 1887)

Adolf Karl Wilhelm Holtzmann (* 2. Mai 1810 in Karlsruhe; † 3. Juli 1870 in Heidelberg) war ein deutscher Germanist und Indologe.

## Leben
Adolf Holtzmann, Sohn von Johann Michael Holtzmann, Professor am Lyceum, und Bruder von Carl Holtzmann und Karl Julius Holtzmann, studierte in Halle und Berlin Theologie, wandte sich aber dann der Sprachwissenschaft zu, indem er sich mit Unterstützung der badischen Regierung 1832 nach München, 1834 nach Paris begab.
1837 zum Erzieher der badischen Prinzen berufen, verweilte er eine Reihe von Jahren in dieser Stellung, bis er 1852 die Professur der deutschen und indischen Sprache an der Universität Heidelberg erhielt. Er starb hier am 3. Juli 1870.
Nach Adolf Holtzmann ist Holtzmanns Gesetz (auch: Verschärfung), ein wohl zuerst von ihm beschriebener Lautwandel in den germanischen Sprachen, benannt.
Sein Sohn Wilhelm wurde Verwaltungsjurist, sein Neffe Adolf Holtzmann (1838–1914) wurde gleichfalls Indologe.

## Veröffentlichungen
Seine Arbeiten gehören dem Gebiet der orientalischen Sprachen (Indisch und Altpersisch) wie dem der deutschen Sprache und Literatur an. Von jenen sind zu nennen seine Übersetzung des indischen Epos
- Ramajana (Karlsruhe. 1841), die
- Indischen Sagen (Karlsruhe), die Schrift
- Über den griechischen Ursprung des indischen Tierkreises (1841) und die
- Beiträge zur Erklärung der persischen Keilinschriften (Karlsruhe 1845, Heft 1); dem Gebiet der deutschen Grammatik auf sprachvergleichender Grundlage gehören an:
- Über den Umlaut (Karlsruhe 1843) und
- Über den Ablaut (Karlsruhe 1844), der deutschen Literatur, seine Ausgabe der althochdeutschen Übersetzung eines Traktats von Isidor (1836), seine
- Untersuchungen über das Nibelungenlied (Stuttgart 1854), worin er der herrschenden Ansicht von Karl Lachmann mit Erfolg entgegentrat, und woran sich außer der Streitschrift
- Kampf um der Nibelungen Hort (1855) seine Ausgabe des
- Nibelungenlieds (1857) und der
- Klage (1859) sowie die Schulausgabe des
- Nibelungenlieds (3. Aufl. 1874) anschlossen, endlich die Ausgabe des
- Großen Wolfdietrich (Heidelberg 1865).
- Ueber die zweite Art der achämenidischen Keilschrift. In: Zeitschrift der Deutschen Morgenländischen Gesellschaft, Band 5. 1851. S. 145–178 (Digitalisat).
- Ueber die zweite Art der achämenidischen Keilschrift: II. In: Zeitschrift der Deutschen Morgenländischen Gesellschaft, Band 6. 1852. S. 35–47 (Digitalisat).
- Ueber S. Flower's Keilinschrift. In: Zeitschrift der Deutschen Morgenländischen Gesellschaft, Band 6. 1852. S. 379–388 (Digitalisat).
- Ueber die zweite Art der achämenidischen Keilschrift: IV. In: Zeitschrift der Deutschen Morgenländischen Gesellschaft, Band 8. 1854. S. 329–345 (Digitalisat).
- Neue Inschriften in Keilschrift der ersten und zweiten Art. In: Zeitschrift der Deutschen Morgenländischen Gesellschaft, Band 8. 1854. S. 539–547 (Digitalisat).

Großen Widerspruch fand sein Buch Kelten und Germanen (Stuttgart 1855), worin er die Identität beider Völker zu beweisen versuchte. Seine Altdeutsche Grammatik (Leipzig 1870–75, Band 1) blieb unvollendet.
Nach seinem Tod erschienen, von Alfred Holder herausgegeben: Germanische Alterthümer mit Text, Übersetzung und Erklärung von Tacitus Germania (Leipzig 1873); seine Vorlesungen über Deutsche Mythologie (1874) und Die ältere Edda, übersetzt und erklärt (1875).